# Titanic (1996)
Der TV-Zweiteiler Titanic von 1996 erzählt vom Untergang des Luxusliners Titanic in der Nacht vom 14. auf den  15. April 1912.

## Handlung
In der Ersten Klasse reist die wohlhabende Isabella Paradine zurück nach Amerika zu ihrem Mann, den sie nicht mehr zu lieben glaubt. Der Grund ist ebenfalls an Bord, der reiche Geschäftsmann Wynn Park, in den sich Isabella verliebt hat.
Außerdem reist die Familie Allison auf der Titanic, zusammen mit ihrem Kindermädchen Alice Cleaver, die ein dunkles Geheimnis mit sich trägt – sie hat einst ihr Kind umgebracht. In der Nacht, in der das Schiff untergeht, kann sie jedoch sich und den 11 Monate alten Trevor Allison in ein Rettungsboot bringen.
In der Dritten Klasse reist der junge Tagedieb Jamie Perse, der die Fahrkarte für die Reise mit der Titanic einem mittellosen Mann namens Mr. Dickie geklaut hat. Nur ein Mann kennt seine Missetat – der Kabinensteward Simon Doonan, der Jamie erpresst und mit ihm in der Ersten Klasse den Schmuck der anderen Passagiere stehlen möchte. Doch Jamie Perse will mit dem Stehlen aufhören, denn er hat sich in die junge Auswanderin Osa Ludvigsen verliebt. Beide planen bereits ihre Zukunft.

## Hintergründe
Der Film, der auf dem Roman Titanic: An Illustrated History basiert, versucht trotz Fiktionen das historische Drama so authentisch wie möglich wiederzugeben.
Im Film wird erzählt, dass Alice Cleaver ihr Kind umgebracht habe. Diese Darstellung wurde aus Titanic: An Illustrated History übernommen. Heute weiß man allerdings, dass es 1912 sowohl eine Miss Alice Catherine Cleaver als auch eine Miss Alice Mary Cleaver gegeben hat. Während Alice Catherine Cleaver an Bord der Titanic reiste, war Alice Mary Cleaver die verurteilte Kindermörderin. Trotz des identischen Vor- und Familiennamens waren die beiden Frauen jedoch nicht miteinander verwandt.
Auch ließ der Regisseur Robert Lieberman Teile der Decks nachbauen, jedoch nicht annähernd so detailgetreu wie Cameron. Es fehlt ein ganzes Deck, so dass zwischen Bootsdeck und Heck nur ein Treppenabsatz liegt. Dennoch ist der Aufwand für eine Fernsehproduktion bemerkenswert.
In diesem Film entstanden die Totalen des Schiffes am Computer und wirken daher recht künstlich.

## Kritiken
- TV Spielfilm bezeichnete den Film als „gut besetzt“.
- Das Magazin Variety schrieb „Die Serie hat Starbesetzung, doch ist sie abgedroschen ... nichts mildert den Verdacht, dass diese schrecklichen, nächtlichen Meerszenen in der Badewanne gedreht wurden.“.

## Auszeichnungen
Der Film gewann bei der Emmy-Verleihung 1997 eine Auszeichnung in der Kategorie "Bester Ton" und erhielt außerdem eine Nominierung für "Bestes Kostümdesign".

## Einige Synchronsprecher
- Wynn Park: Hans-Jürgen Dittberner
- Captain Edward John Smith: Gerd Holtenau
- Isabella Paradine: Bettina Weiß
- Hazel Foley: Dagmar Altrichter
- Steward Simon Doonan: Manfred Lehmann
- Joseph Bruce Ismay: Bodo Wolf (Synchronsprecher)
- Bessie Allison: Petra Barthel
- Molly Brown: Rita Engelmann
- Jaime Perse: Dietmar Wunder
- Osa Ludvigsen: Nana Spier
- Alice Cleaver: Ulrike Stürzbecher
- Hudson J.C. Allison: Detlef Bierstedt
- 1. Offizier William Murdoch: Udo Schenk
- 2. Offizier Charles Lightoller: Eberhard Prüter
- Colonel John Jacob Astor: Ernst Meincke
- Black Billy Jack: Jörg Döring
- Mr. Dickie: Gerhard Paul